# Carretó d'aturada

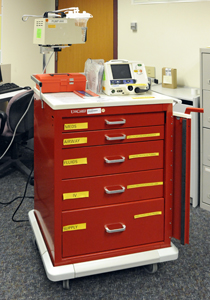
Un carretó d'aturada

Un carretó d'aturada és un conjunt de safates / calaixos / prestatges amb rodes utilitzats en serveis d'urgències i hospitals, per al transport i dispensació de medicaments d'emergència i equips necessaris per tractar una persona amb aturada cardiorespiratòria o en una situació crítica que hi pot dur. El seu contingut varia segons les necessitats (servei d'urgències; planta de l'hospital, pediàtrica o no).
Aquests inclouen però no estan limitats a: 
- Monitor/desfibril·lador, baló/ons de ventilació.
- Fàrmacs de RCP avançat: adrenalina, amiodarona, bicarbonat de sodi, atropina, i altres fàrmacs no gaire utilitzats (vasopresina, lidocaïna, dopamina).
- Altres fàrmacs de primera línia : adenosina, diazepam o midazolam, naloxona, i altres (antiasmàtics: bromur d'ipratropi, salbutamol, teofil·lina; digoxina, hidrocortisona o metilprednisolona, morfina, fenitoïna, flumazenil, furosemida, glucosa al 30 o 50%, cisatracuri, sulfat de magnesi).
- Per a la intubació traqueal de seqüència ràpida: 
  - Fàrmacs: relaxants musculars com la succinilcolina o similar; inductors anestèsics com l'etomidat o el propofol; o sedants com el midazolam.
  - Equip d'intubació (adults i/o pediàtrics, segons serveis).
  - Tubs endotraqueals (adults i/o pediàtrics, segons serveis).
- Equips per a perfusió (equips de sèrum, sèrum fisiològic, glucosat, Ringer, ...).
- Altre material (catèters, sondes d'aspiració, guants, xeringues, agulles, dipòsit d'agulles, etc.).